# 高遠ダム
高遠ダム（たかとおダム）は、長野県伊那市高遠町、天竜川水系三峰川に建設されたダム。高さ30.9メートルの重力式コンクリートダムで、灌漑と発電を目的とする長野県営の多目的ダムである。長野県企業局の水力発電所、春近発電所（はるちかはつでんしょ）、高遠さくら発電所（たかとおさくらはつでんしょ）に送水し、合計最大2万3,799キロワットの電力を発生する。ダム湖（人造湖）の名は高遠湖（たかとおこ）という（ダム湖百選）。

## 歴史
建設省（現・国土交通省中部地方整備局）は、三峰川の河川総合開発事業の一環として、1952年（昭和27年）より美和ダムの建設に着手した。それと同時期に、長野県も美和ダム建設予定地の下流に高遠ダムの建設を計画した。美和ダムと同時進行で建設が進められた高遠ダムは、1958年（昭和33年）に美和ダムよりも一足早く完成した。

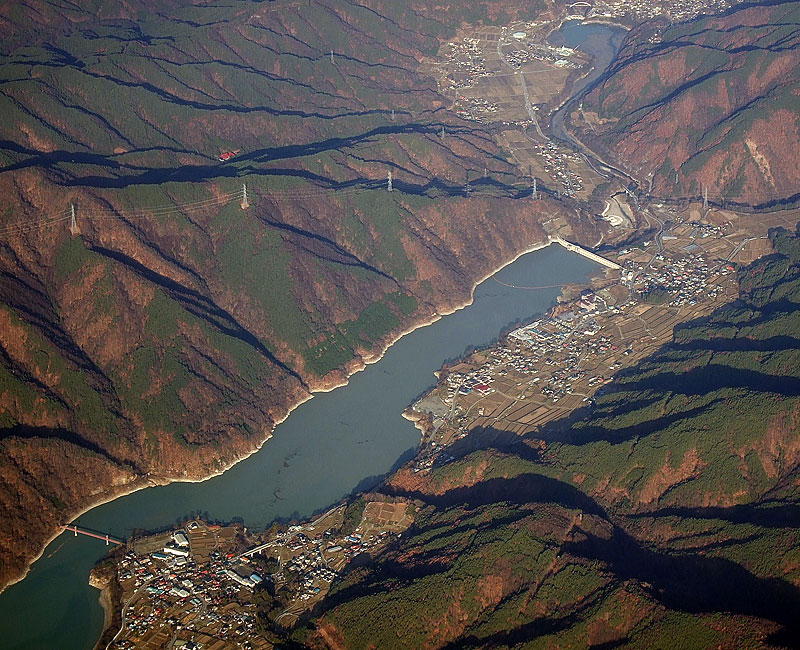
高遠湖（上）と美和湖（下）

## 周辺
高遠ダム周辺一帯は、ダム湖である高遠湖や、上流の美和ダム（美和湖）とともに三峰川水系県立公園に指定されている。2005年（平成17年）には高遠町（現・伊那市）の推薦により、高遠湖ならびに美和湖がダム湖百選に選ばれた。ダム右岸には名城・高遠城がある。高遠城址公園に通じる橋から高遠湖全景を見渡すことができるほか、湖畔にはホテルなどが建ち、観光地となっている。桜の名所としても有名であり、中央自動車道・伊那インターチェンジから国道361号を東へ進む道は、春になると相当の混雑振りを見せる。
高遠湖の水は、ダムから約10.6キロメートル離れた場所にあるダム水路式水力発電所・春近発電所に送水されている。発電用水車に立軸フランシス水車を採用し、1958年7月14日に運転を開始した。最大19.0立方メートル毎秒の水を取り入れ、最大有効落差151.80メートルを得て、最大2万3,600キロワットの電力を発生する。
2017年（平成29年）4月1日、高遠ダムからの河川維持放流水を活用したダム式水力発電所・高遠さくら発電所が運転を開始した。発電用水車に横軸フランシス水車を採用。最大1.10立方メートル毎秒の水を取り入れ、最大有効落差23.0メートルを得て、最大199キロワットの電力を発生する。

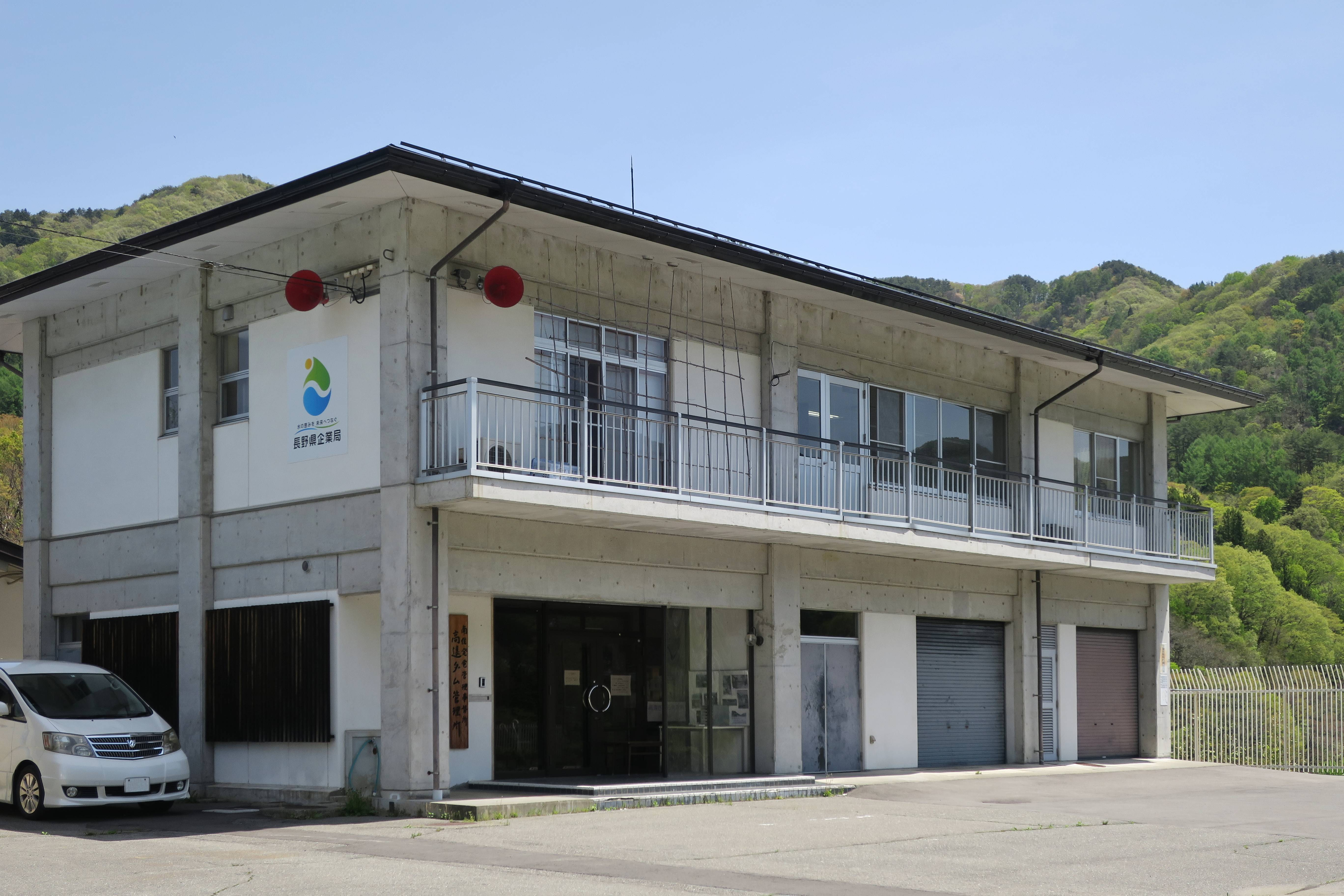
高遠ダム管理所
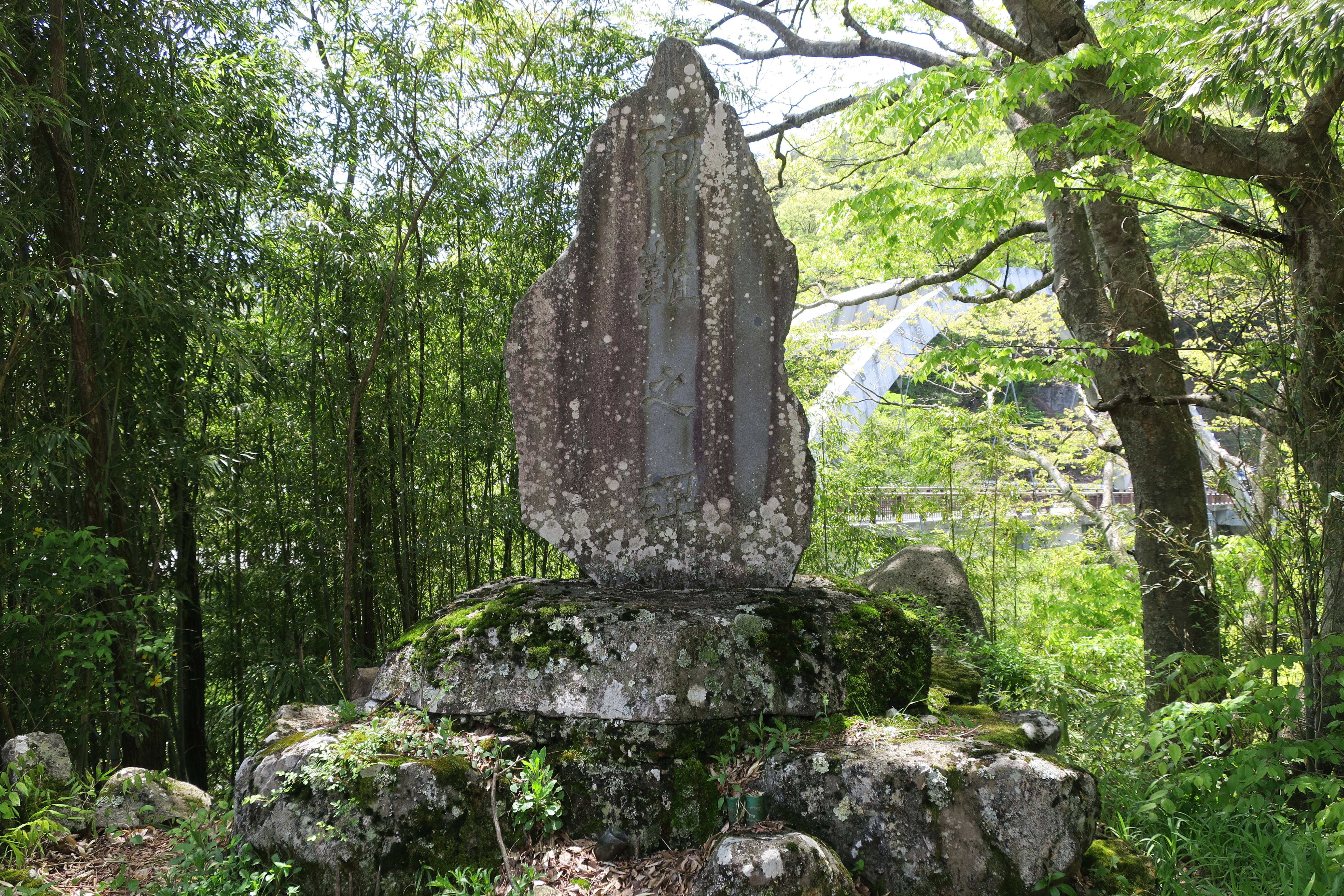
殉難之碑
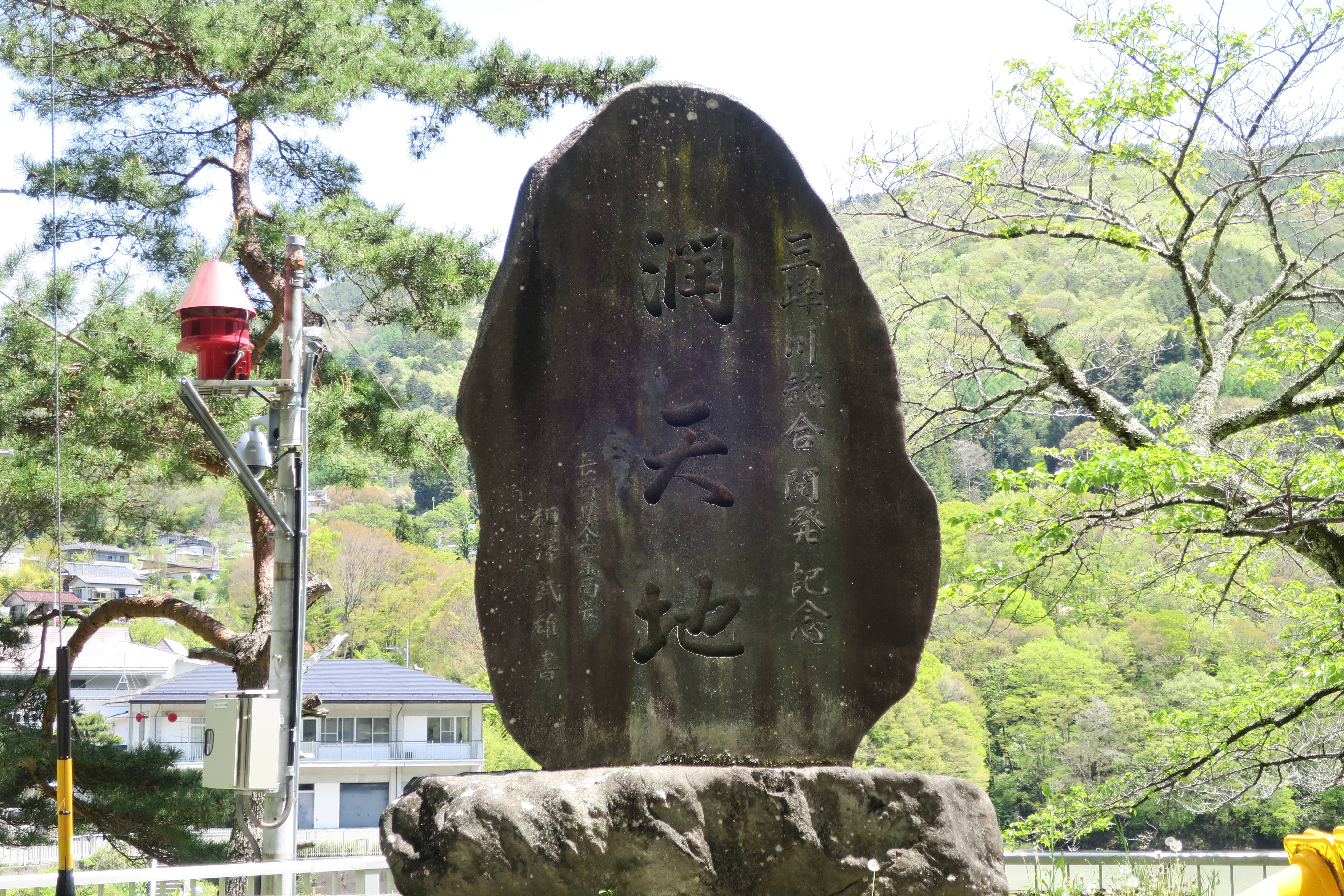
三峰川総合開発記念「潤天地」の碑
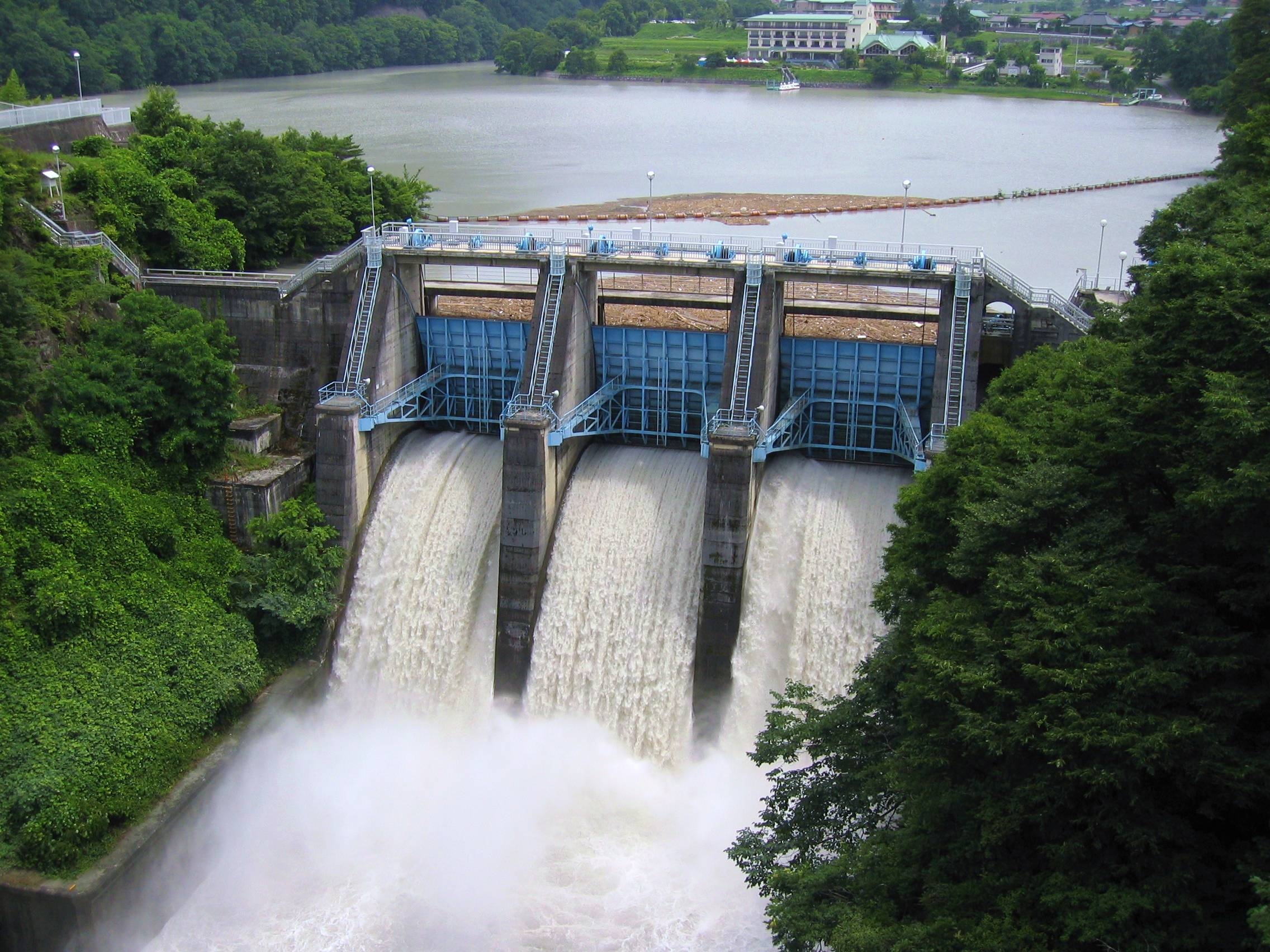
放流中の高遠ダム（2006年、高遠発電所建設前）
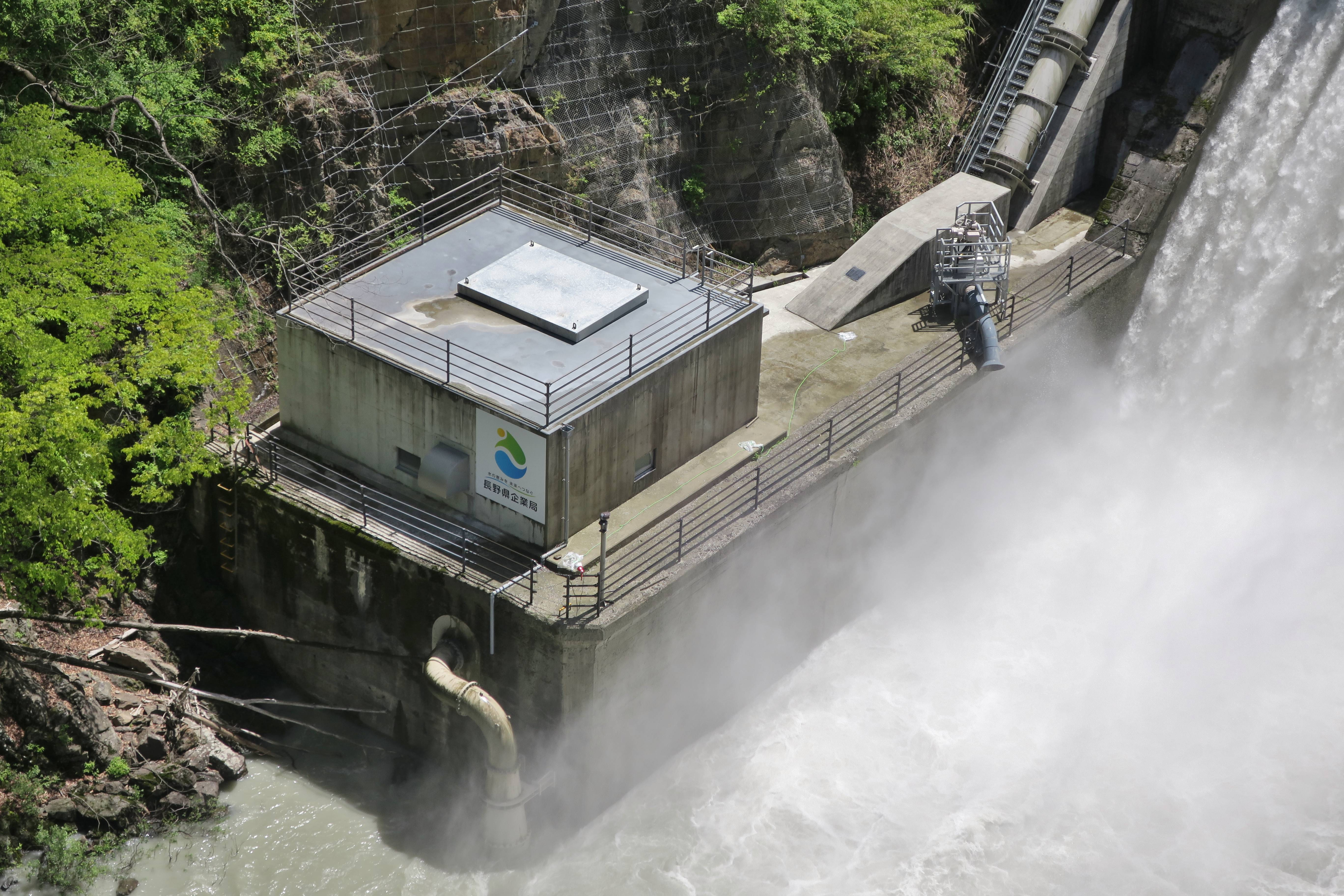
高遠発電所（高遠さくら発電所）
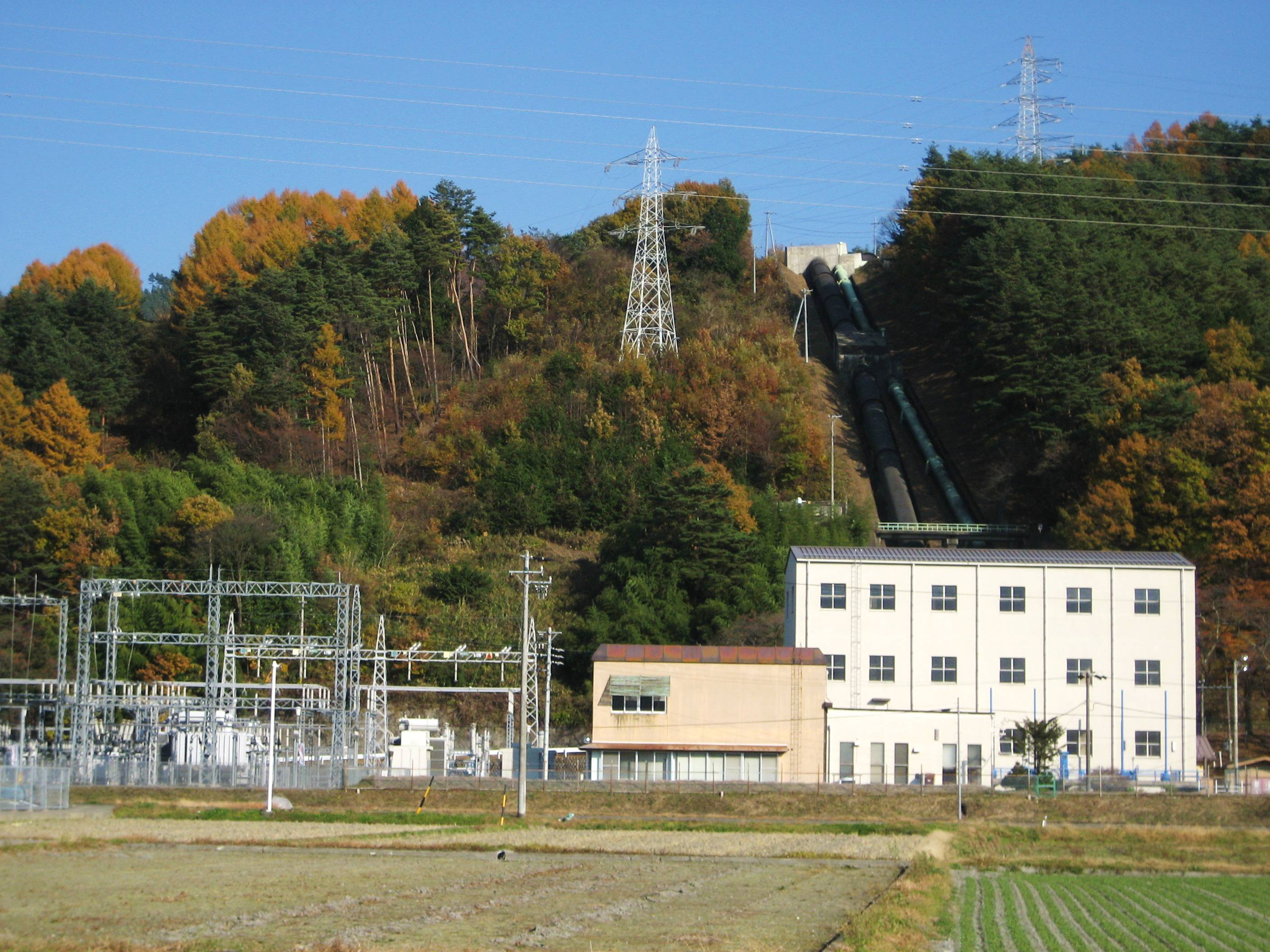
春近発電所